# Straßenradsport-Weltmeisterschaften/Vierer-Mannschaftszeitfahren der Amateure
Das Vierer-Mannschaftszeitfahren der Amateure war ein Wettbewerb für Nationalmannschaften bei den Straßenradsport-Weltmeisterschaften. Die Mannschaften bestanden jeweils aus vier Amateuren, und die ausgefahrene Distanz betrug üblicherweise 100 Kilometer. Für Aufsehen sorgten in den 1960er Jahren die vier Gebrüder Pettersson, die dreimal in Folge den Sieg davon trugen.
Der Wettbewerb wurde 1962 bei der WM eingeführt, nachdem er 1960 olympische Disziplin geworden war. Zuvor war im Straßenrennen der Amateure eine Mannschaftswertung ermittelt worden, so wie dies bis 1956 auch bei den Olympischen Spielen der Fall gewesen war.
Um Doppelbelastung zu vermeiden, wurde das Zeitfahren in den olympischen Jahren zwischen 1972 und 1992 bei der WM ausgelassen. Die Aufhebung der Trennung zwischen Profis und Amateuren bedeutete 1994 das Ende für diesen Wettbewerb; das Einzelzeitfahren nahm seinen Platz ein.
2012 wurde erneut ein Mannschaftszeitfahren bei der WM eingeführt, dann jedoch als Sechser-Mannschaftszeitfahren für kommerzielle Radsportteams. Letzteres wurde ab 2019 durch die Mixed-Staffel ersetzt.

## Palmarès
| Jahr | Austragungsort                        | Gold                                                                               | Silber                                                                                | Bronze                                                                            |
| ---- | ------------------------------------- | ---------------------------------------------------------------------------------- | ------------------------------------------------------------------------------------- | --------------------------------------------------------------------------------- |
| 1962 | Brescia                               | Italien Mario Maino Antonio Tagliani Dino Zandegù Danilo Grassi                    | Dänemark Ole Ritter Vagn Bangsborg Mogens Tvilling Ole Krøier                         | Uruguay Rubén Etchebarne Juan José Timón Vid Cencic René Pezzati                  |
| 1963 | Herentals                             | Frankreich Michel Béchet Dominique Motte Marcel-Ernest Bidault Georges Chappe      | Italien Mario Maino Pasquale Fabbri Danilo Grassi Dino Zandegù                        | Sowjetunion Wiktor Kapitonow Gainan Saidchushin Juri Melichow Anatoli Olisarenko  |
| 1964 | Albertville                           | Italien Severino Andreoli Luciano Dalla Bona Pietro Guerra Ferruccio Manza         | Spanien Juan García Such José Ramón Goyeneche Ramón Sáez Marzo Luis Pedro Santamarina | Belgien René Heuvelmans Roland De Neve Roland Van De Rijse Albert Van Vlierberghe |
| 1965 | Lasarte                               | Italien Pietro Guerra Luciano Dalla Bona Mino Denti Giuseppe Soldi                 | Spanien Mariano Díaz José Manuel López Rodríguez José Manuel Lasa Domingo Perurena    | Frankreich André Desvages Gérard Swertvaeger Henri Heintz Claude Lechatellier     |
| 1966 | Müngersdorf                           | Dänemark Verner Blaudzun Jørgen Emil Hansen Ole Højlund Fleming Gustav Wisborg     | Niederlande Eddy Beugels Harry Steevens Tiemen Groen Marinus Wagtmans                 | Italien Attilio Benfatto Luciano Dalla Bona Mino Denti Pietro Guerra              |
| 1967 | Heerlen                               | Schweden Erik Pettersson Gösta Pettersson Sture Pettersson Tomas Pettersson        | Dänemark Verner Blaudzun Jørgen Emil Hansen Leif Mortensen Henning Petersen           | Italien Lorenzo Bosisio Benito Pigato Vittorio Marcelli Flavio Martini            |
| 1968 | Montevideo                            | Schweden Erik Pettersson Gösta Pettersson Sture Pettersson Tomas Pettersson        | Schweiz Bruno Hubschmid Robert Thalmann Walter Bürki Erich Spahn                      | Italien Vittorio Marcelli Flavio Martini Giovanni Bramucci Benito Pigato          |
| 1969 | Brünn                                 | Schweden Erik Pettersson Gösta Pettersson Sture Pettersson Tomas Pettersson        | Dänemark Mogens Frey Jørgen Emil Hansen Jørn Lund Leif Mortensen                      | Schweiz Xaver Kurmann Bruno Hubschmid Josef Fuchs Walter Bürki                    |
| 1970 | Leicester                             | Sowjetunion Waleri Jardy Wladimir Sokolow Boris Schuchow Waleri Lichatschow        | Tschechoslowakei Jiří Mainuš František Řezáč Milan Puzrla Petr Matoušek               | Niederlande Fedor den Hertog Popke Oosterhof Tino Tabak Adriaan Duycker           |
| 1971 | Mendrisio                             | Belgien Gustaaf Hermans Gustaaf Van Cauter Louis Verreydt Ludo Van Der Linden      | Niederlande Fedor den Hertog Adriaan Duycker Frits Schür Aad van den Hoek             | Polen Edward Barcik Stanisław Szozda Jan Smyrak Lucjan Lis                        |
| 1972 | nicht ausgetragen (Olympische Spiele) | nicht ausgetragen (Olympische Spiele)                                              | nicht ausgetragen (Olympische Spiele)                                                 | nicht ausgetragen (Olympische Spiele)                                             |
| 1973 | Granollers                            | Polen Lucjan Lis Ryszard Szurkowski Stanisław Szozda Tadeusz Mytnik                | Sowjetunion Gennadi Komnatow Juri Michailow Boris Schuchow Sergei Sinizin             | Schweden Tord Filipsson Lennart Fagerlund Leif Hansson Sven-Åke Nilsson           |
| 1974 | Montréal                              | Schweden Lennart Fagerlund Bernt Johansson Tord Filipsson Sven-Åke Nilsson         | Sowjetunion Gennadi Komnatow Rinat Scharafulin Uladsimir Kaminski Waleri Tschaplygin  | DDR Hans-Joachim Hartnick Karl-Dietrich Diers Horst Tischoff Gerhard Lauke        |
| 1975 | Mettet                                | Polen Tadeusz Mytnik Mieczysław Nowicki Ryszard Szurkowski Stanisław Szozda        | Sowjetunion Gennadi Komnatow Aavo Pikkuus Uladsimir Kaminski Waleri Tschaplygin       | Tschechoslowakei Petr Matoušek Vlastimil Moravec Vladimír Vondráček Petr Bucháček |
| 1976 | nicht ausgetragen (Olympische Spiele) | nicht ausgetragen (Olympische Spiele)                                              | nicht ausgetragen (Olympische Spiele)                                                 | nicht ausgetragen (Olympische Spiele)                                             |
| 1977 | La Fría                               | Sowjetunion Waleri Tschaplygin Aavo Pikkuus Uladsimir Kaminski Anatolij Tschukanow | Italien Mirko Bernardi Mauro De Pellegrini Vito Da Ros Dino Porrini                   | Polen Tadeusz Mytnik Stanisław Szozda Mieczysław Nowicki Czesław Lang             |
| 1978 | Brauweiler                            | Niederlande Bert Oosterbosch Jan van Houwelingen Guus Bierings Bart van Est        | Sowjetunion Aavo Pikkuus Uladsimir Kaminski Algimantas Guzevičius Wladimir Kusnezow   | Schweiz Gilbert Glaus Stefan Mutter Richard Trinkler Kurt Ehrensperger            |
| 1979 | Valkenburg                            | DDR Bernd Drogan Hans-Joachim Hartnick Andreas Petermann Falk Boden                | Polen Jan Jankiewicz Czesław Lang Stefan Ciekański Witold Plutecki                    | Norwegen Geir Digerud Morten Sæther Jostein Wilmann Hans Petter Ødegård           |
| 1980 | nicht ausgetragen (Olympische Spiele) | nicht ausgetragen (Olympische Spiele)                                              | nicht ausgetragen (Olympische Spiele)                                                 | nicht ausgetragen (Olympische Spiele)                                             |
| 1981 | Prag                                  | DDR Falk Boden Bernd Drogan Mario Kummer Olaf Ludwig                               | Sowjetunion Juri Kaschirin Sergei Kadazki Oleg Logwin Anatoli Jarkin                  | Tschechoslowakei Milan Jurčo Michal Klasa Alipi Kostadinov Jiří Škoda             |
| 1982 | Goodwood                              | Niederlande Maarten Ducrot Gerard Schipper Gerrit Solleveld Frits Van Bindsbergen  | Schweiz Alfred Achermann Daniel Heggli Richard Trinkler Urs Zimmermann                | Sowjetunion Juri Kaschirin Oleg Logwin Sergei Woronin Oleh Tschuschda             |
| 1983 | Altenrhein                            | Sowjetunion Juri Kaschirin Sergei Nawolokin Oleh Tschuschda Oleksandr Sinowjew     | Schweiz Daniel Heggli Heinz Imboden Othmar Häfliger Benno Wiss                        | Norwegen Terje Gjengaar Dag Hopen Hans Petter Ødegård Tom Pedersen                |
| 1984 | nicht ausgetragen (Olympische Spiele) | nicht ausgetragen (Olympische Spiele)                                              | nicht ausgetragen (Olympische Spiele)                                                 | nicht ausgetragen (Olympische Spiele)                                             |
| 1985 | Giavera del Montello                  | Sowjetunion Oleksandr Sinowjew Igor Sumnikow Wiktor Klimow Wassili Schdanow        | Tschechoslowakei Vladimír Hrůza Milan Křen Michal Klasa Milan Jurčo                   | Italien Eros Poli Claudio Vandelli Massimo Podenzana Marcello Bartalini           |
| 1986 | Colorado Springs                      | Niederlande Tom Cordes Rob Harmeling John Talen Gerrit de Vries                    | Italien Massimo Podenzana Eros Poli Mario Scirea Flavio Vanzella                      | DDR Uwe Ampler Mario Kummer Uwe Raab Dan Radtke                                   |
| 1987 | Villach                               | Italien Roberto Fortunato Eros Poli Mario Scirea Flavio Vanzella                   | Sowjetunion Wiktor Klimow Asjat Saitow Igor Sumnikow Jewhen Sahrebelnyj               | Österreich Helmut Wechselberger Bernhard Rassinger Mario Traxl Johann Lienhart    |
| 1988 | nicht ausgetragen (Olympische Spiele) | nicht ausgetragen (Olympische Spiele)                                              | nicht ausgetragen (Olympische Spiele)                                                 | nicht ausgetragen (Olympische Spiele)                                             |
| 1989 | Chambéry                              | DDR Mario Kummer Maik Landsmann Jan Schur Falk Boden                               | Polen Zenon Jaskuła Joachim Halupczok Marek Leśniewski Andrzej Sypytkowski            | Sowjetunion Juri Manuilow Wiktor Klimow Jewhen Sahrebelnyj Oleh Halkin            |
| 1990 | Utsunomiya                            | Sowjetunion Oleh Halkin Ruslan Sotow Ihar Patenka Oleksandr Markownitschenko       | DDR Maik Landsmann Uwe Peschel Uwe Berndt Falk Boden                                  | BR Deutschland Rolf Aldag Kai Hundertmarck Rajmund Lehnert Michael Rich           |
| 1991 | Stuttgart                             | Italien Flavio Anastasia Luca Colombo Gianfranco Contri Andrea Peron               | Deutschland Uwe Berndt Bernd Dittert Uwe Peschel Michael Rich                         | Norwegen Stig Kristiansen Johnny Sæther Roar Skaane Bjørn Stenersen               |
| 1992 | nicht ausgetragen (Olympische Spiele) | nicht ausgetragen (Olympische Spiele)                                              | nicht ausgetragen (Olympische Spiele)                                                 | nicht ausgetragen (Olympische Spiele)                                             |
| 1993 | Oslo                                  | Italien Rossano Brasi Gianfranco Contri Rosario Fina Cristian Salvato              | Deutschland Christian Meyer Uwe Peschel Michael Rich Andreas Walzer                   | Schweiz Roman Jeker Beat Meister Markus Kennel Roland Meier                       |
| 1994 | Palermo                               | Italien Cristian Salvato Gianfranco Contri Luca Colombo Dario Andriotto            | Frankreich Jean-François Anti Dominique Bozzi Pascal Deramé Christophe Moreau         | Deutschland Ralf Grabsch Uwe Peschel Michael Rich Jan Schaffrath                  |

## Medaillenspiegel
| Platz | Land             | Gold | Silber | Bronze | Gesamt |
| ----- | ---------------- | ---- | ------ | ------ | ------ |
| 1     | Italien          | 7    | 3      | 4      | 14     |
| 2     | Sowjetunion      | 5    | 6      | 3      | 14     |
| 3     | Schweden         | 4    | 0      | 1      | 5      |
| 4     | Niederlande      | 3    | 2      | 1      | 6      |
| 5     | DDR              | 3    | 1      | 2      | 6      |
| 6     | Polen            | 2    | 2      | 2      | 6      |
| 7     | Dänemark         | 1    | 3      | 0      | 4      |
| 8     | Frankreich       | 1    | 1      | 1      | 3      |
| 9     | Belgien          | 1    | 0      | 1      | 2      |
| 10    | Schweiz          | 0    | 3      | 3      | 6      |
| 11    | Deutschland      | 0    | 2      | 2      | 4      |
| 11    | Tschechoslowakei | 0    | 2      | 2      | 4      |
| 13    | Spanien          | 0    | 2      | 0      | 2      |
| 14    | Norwegen         | 0    | 0      | 3      | 3      |
| 15    | Österreich       | 0    | 0      | 1      | 1      |
| 15    | Uruguay          | 0    | 0      | 1      | 1      |
| Total | Total            | 27   | 27     | 27     | 81     |